# Joseph Fourier
Joseph Fourier (Auxerre, 21. ožujka 1768. – Pariz, 16. svibnja 1830.), francuski matematičar i fizičar. Profesor na École Normale i Politehničkoj školi u Parizu (fr. École polytechnique). Sudjelovao u Napoleonovu pohodu na Egipat (1798.) i postao guverner Donjeg Egipta. Godine 1822. objavio je djelo Analitička teorija topline (fr. Théorie analytique de la chaleur), koje je posebno značajno u matematičkoj fizici (Fourierovi redovi). Njegovo nedovršeno djelo o matematičkoj analizi određenih jednadžbi dopunio je i objavio 1831. francuski matematičar Henri Navier. Fourier je bio tajnik Francuske akademije znanosti (1822.), član Kraljevskog društva (eng. Royal Society) od 1823. i predsjednik vijeća Politehničke škole u Parizu (1827.). Po njem je nazvan krater na Mjesecu (Fourier (krater)).
Jedan od prvih koji je došao do spoznaje učinka staklenika bio je Joseph Fourier. On je 1820. izračunao da bi nebesko tijelo veličine Zemlje trebalo biti znatno hladnije da toplina dolazi samo od Sunčeve energije. 1824. shvatio je da temperatura Zemljine površine u velikoj mjeri ovisi o plinovima u Zemljinoj atmosferi, te je postavio temeljne pojmove, koji će mnogo kasnije dobiti ime učinak staklenika. Već je 1872. bilo poznato da su vodena para i ugljikov dioksid CO2 glavni staklenički plinovi, i da povećanje njihove koncentracije može uzrokovati povišenje temperature u nižim slojevima atmosfere. 

## Fourierovi redovi
Trigonometrijski razvoji funkcija prvi se put spominju početkom 18. stoljeća kod titranja i sličnih fizikalnih pojava, ali sve do početka 19. stoljeća nisu bili sistematično proučavani. Godine 1807. francuski fizičar i matematičar Joseph Fourier je tvrdio da se svaka funkcija na ograničenom intervalu može prikazati u obliku trigonometrijskog reda:
{\displaystyle {\begin{aligned}s(x)&={\frac {a_{0}}{2}}+\sum _{n=1}^{\infty }\left[a_{n}\cos \left(nx\right)+b_{n}\sin \left(nx\right)\right]\\&={\frac {2}{\pi }}\sum _{n=1}^{\infty }{\frac {(-1)^{n+1}}{n}}\sin(nx),\quad \mathrm {za} \quad x-\pi \notin 2\pi \mathbf {Z} .\end{aligned}}}
Iako su redove sličnih oblika promatrali i njegovi veliki prethodnici poput Bernoullija, D’Alemberta i Eulera, Fourierova metoda je bila toliko napredna da je trebalo proći još petnaest godina dok ne bude priznata od autoriteta njegovog doba, Laplacea, Poissona i Lagrangea. Oni su opravdano zamjerali Fourieru nedostatak matematičke strogosti, jer su neke njegove tvrdnje bile pogrešne. Fourier je konačno 1822. objavio svoj rad pod naslovom Analitička teorija topline (fr. Théorie analytique de la chaleur) u kojem analizira problem širenja topline, opisan parcijalnim diferencijalnim jednadžbama i koristi svoj revolucionarni način prikazivanja funkcija kako bi riješio taj problem. Matematičku strogost Fourierovom radu dali su kasnije Dirichlet i Riemann.

## Učinak staklenika
Staklenički efekt, staklenički učinak, efekt staklenika ili učinak staklenika je zagrijavanje Zemljine površine i donjih slojeva Zemljine atmosfere selektivnim propuštanjem toplinskog zračenja: atmosfera propušta velik postotak vidljive Sunčeve svjetlosti koja zagrijava Zemlju, a dio te energije reemitira se u obliku dugovalnoga toplinskog zračenja natrag u atmosferu. Najveći dio te energije upija (apsorbira) se u atmosferi molekulama vodene pare, ugljikovog dioksida, te u manjoj mjeri nekih drugih plinova (klorofluorougljici, metan i drugi) i odbija (reflektira) natrag prema Zemlji. Da nema učinka staklenika, temperatura bi na Zemlji bila –73°C. Zbog povećanog stvaranja ugljikovog dioksida industrijskim procesima (industrijska revolucija) posljednjih se stotinjak godina učinak staklenika povećava i dovodi do općeg zagrijavanja atmosfere, a samim time i klimatskih promjena. To je proces u kojem naš planet ne uspijeva održati ravnotežu između energije prikupljene sa Sunca i topline izračene u svemir. Plinovi čija je koncentracija porasla zagađenjem atmosfere odbijaju dio topline natrag na Zemlju, što izaziva podizanje temperature atmosfere ne bi li se uspostavila nova ravnoteža. Sličan proces odvija se u stakleniku, pa odatle i naziv.